# Божићне традиције
Божићне традиције укључују разне обичаје, верске праксе, ритуале и фолклор повезане са прославом Божића. Многе од ових традиција разликују се у зависности од земље или региона, док су друге универзалне и практикују се на готово свеприсутан начин широм света.
Традиције повезане са божићним празницима су разнолике по свом пореклу и природи, с тим што неке традиције садрже искључиво хришћански религиозни карактер пореклом из саме религије, док су друге описане као више културне или секуларне природе и потичу изван сфере хришћанског утицаја. Божићне традиције су се такође значајно мењале и еволуирале током векова од када је Божић први пут установљен као празник, при чему су прославе често попримале потпуно другачији квалитет или атмосферу у зависности од временског периода и географског региона.

## Одлазак у цркву
Божић (укључујући и Бадње вече) је фестивал у Лутеранској цркви, свети дан обавеза у Римокатоличкој цркви и главни празник Англиканске заједнице. Друге хришћанске деноминације не сврставају своје дане празника, али без обзира на то придају важност Бадњем вечету / Бадњем дану, као и другим хришћанским празницима попут Васкрса, Вазнесења и Духова. Као такво, за хришћане присуство црквеним службама на Бадње вече или Божић игра важну улогу у препознавању сезоне божићних празника. Божић је, заједно са Васкрсом, период највеће годишње посећености цркве. Истраживање које је спровео LifeWay Christian Resources 2010. године показало је да шест од десет Американаца у то време похађа црквене службе. У Уједињеном Краљевству, Енглеска црква пријавила је процењено присуство 2,5 милиона људи на божићним богослужењима у 2015. години.

## Декорације
Пракса постављања посебних украса на Божић има дугу историју. У 15. веку забележено је да је у Лондону био обичај на Божић да свака кућа и све парохијске цркве буду „украшене црником, бршљаном, ловоровим листом и било којим зеленилом које је година пружила”. Речено је да лишће бршљана у облику срца симболизује Исусов долазак на земљу, док се на божиковину гледало као на заштиту од незнабожаца и вештица, а њено трње и црвене бобице представљале су трнову круну коју је Исус носио на распећу и крв коју је пролио.
Јаслице су познате из Рима из 10. века. Популаризовао их је свети Фрања Асишки од 1223. године, брзо се ширећи широм Европе. Различите врсте украса развијене широм хришћанског света, зависно од локалне традиције и расположивих ресурса, могу да варирају од једноставних приказа јаслица до далеко сложенијих сетова − познате традиције сцене јаслица укључују живописну Краковску шопку у Пољској, који имитира историјске грађевине Кракова као поставке, сложене италијанске пресепе (напуљски, ђеновски и болоњешки), или провансалске јасле у јужној Француској, који користе ручно осликане фигурице од теракоте зване сантонс. У одређеним деловима света, посебно на Сицилији, популарна алтернатива статичним јаслицама су живе јаслице које прате традицију Светог Фрање. Први комерцијално произведени украси појавили су се у Немачкој 1860-их, инспирисани ланцима од папира које су правила деца. У земљама у којима је приказ јаслица веома популаран, људи се подстичу да се такмиче и креирају најоригиналније или најреалније. У неким породицама се делови коришћени за представљање сматрају вредним породичним наследством.
Традиционалне боје божићних украса су црвена, зелена и златна. Црвена симболизује Исусову крв која је проливена у његовом распећу, док зелена симболизује вечни живот, а посебно зимзелено дрво које зими не губи лишће, а злато је прва боја повезана са Божићем, као једна од три поклона мага, симболизујући краљевство.
Божићну јелку су први пут користили немачки лутерани у 16. веку, а записи показују да је јелка постављена у катедрали у Стразбуру 1539. године, под вођством протестантског реформатора Мартина Буцера. У Сједињеним Државама, ови „немачки лутерани донели су украшену јелку са собом; Моравци су на та дрвећа поставили упаљене свеће.” Када украшавају божићну јелку, многи појединци на врх дрвета стављају звезду која симболизује Витлејемску звезду, што је забележио The School Journal 1897. године. Професор Дејвид Алберт Џоунс са Универзитета Оксфорд пише да је у 19. веку постало популарно да људи такође користе анђела на врху божићног дрвца како би симболизовали анђеле поменуте у извештајима о Исусовом рођењу. Неки божићну јелку сматрају покрштавањем паганске традиције и ритуала који окружује зимску краткодневицу, што је подразумевало употребу зимзелених гранчица и прилагођавање обожавања паганског дрвећа; према биографу из осмог века Едијусу Стивенсу, Свети Бонифатије (634–709), који је био мисионар у Немачкој, донео је секиру до храста посвећеног Тору и указао на јелу за коју је рекао да је прикладнији предмет поштовање јер је указивала на небо и имала је троугласти облик, за који је рекао да је симболичан за Тројство. Фраза на енглеском језику „Christmas tree” (божићно дрвце) први пут је забележена 1835. године и води порекло из немачког језика.
Из Немачке обичај је уведен у Британију, прво преко краљице Шарлоте, супруге Џорџа III, а затим успешније од принца Алберта током владавине краљице Викторије. До 1841. године јелка је постала још раширенија широм Британије. До 1870-их људи у Сједињеним Државама прихватили су обичај постављања јелке. Божићне јелке могу бити украшена светлима и украсима.
Од 16. века, божићна звезда, домаћа биљка из Мексика, повезана је са Божићем који носи хришћанску симболику Витлејемске звезде; у тој земљи биљка је на шпанском позната као Цвет свете ноћи. Остале популарне празничне биљке укључују холи, имелу, црвени амарилис и божићни кактус. Уз божићну јелку, унутрашњост куће може бити украшена овим биљкама, заједно са венцима и зимзеленим лишћем. Излагање тзв. божићних села такође је постало традиција у многим домовима током ове сезоне. Спољашњост кућа може бити украшена светлима, а понекад и осветљеним саоницама, Снешко Белићима и другим божићним фигурама. Имела је истакнута у европском миту и фолклору (на пример легенда о Балдеру), зимзелена је паразитска биљка која расте на дрвећу, посебно јабуци и тополи, а када се осуши добије златну боју. Обичај је да се гранчица имеле о Божић веша у кућу и свако ко стоји испод ње може бити пољубљен. Имела има лепљиве беле бобице, од којих се једна традиционално уклањала кад год би некога пољубили испод ње. Ово је вероватно ритуал плодности. Сок од бобица подсећа на семену течност.
Остале традиционалне декорације укључују звона, свеће, шећерне штапиће, чарапе, венце и анђеле. И приказ венаца и свећа у сваком прозору су традиционалнији божићни приказ. Концентрични асортиман лишћа, обично зимзеленог, чини божићне венце и осмишљен је да припреми хришћане за адвентско време. Свеће у сваком прозору имају за циљ да покажу чињеницу да хришћани верују да је Исус Христос крајње светло света.
Божићне лампице и транспаренти могу бити окачени дуж улица, музика се пушта из звучника и божићне јелке постављене су на истакнута места. У многим деловима света уобичајено је да градски тргови и потрошачке тржне локације спонзоришу и излажу украсе. Ролне папира јарких боја са секуларним или религиозним божићним мотивима производе се у сврху умотавања поклона. У неким земљама се божићни украси традиционално уклањају Дванаесте ноћи.

## Представа јаслица
За хришћанску прославу Божића гледање представе Рођења Исусових је једна од најстаријих традиција Божићног празника, са првом реконструкцијом Рођења Исусова која се догодила 1223. године. Те године Фрања Асишки је окупио јаслице испред своје цркве у Италији и деца су певала божићне песме славећи Исусово рођење. Сваке године то се увећавало и људи су путовали издалека да би видели Фрањин приказ Исусовог рођења који је приказивао драму и музику. Представе Јаслица на крају су се прошириле по целој Европи, где су и даље популарне. Црквене службе на Бадње вече и Бадњи дан често су долазиле на представе Рођења Исусова, као и школе и позоришта. У Француској, Немачкој, Мексику и Шпанији представе Јаслица често се изводе на отвореном на улицама.

## Музика и песме
Најраније сачуване божићне химне појављују се у Риму из четвртог века. Латинске химне попут „Veni redemptor gentium”, коју је написао Амброзије Милански, надбискуп Милана, биле су строге изјаве теолошке доктрине Оваплоћења у супротности са аријанизмом. У неким црквама се и данас пева „Corde natus ex Parentis” („Очеве љубави рођене”) шпанског песника Прудентија († 413). У 9. и 10. веку у северноевропским манастирима је уведена божићна „секвенца” или „проза”, која се под Бернардом од Клервоа развила у низ римованих строфа. У 12. веку, париски монах Адам од Светог Виктора почео је да изводи музику из популарних песама, уводећи нешто ближе традиционалној божићној песми.
До 13. века у Француској, Немачкој, а нарочито у Италији, под утицајем Фрање Асишког, развила се снажна традиција популарних божићних песама на матерњем језику. Божићне песме на енглеском први пут се појављују у делу Џона Одлија, шропширског капелана, који наводи двадесет и пет „божићних коледа“, које су вероватно певале групе људи, који су ишли од куће до куће.
Песме које су сада посебно познате као коледе, првобитно су биле народне песме које су се певале током прослава попут „жетве плиме”, као и Божића. Тек касније су у цркви почеле да се певају коледе. Традиционално, коледе су се често заснивале на средњовековним обрасцима акорда и управо им то даје њихов јединствено карактеристичан музички звук. Неке енглеске песме попут „Personent hodie”, „Good King Wenceslas” и „The Holly and the Ivy” могу се пратити директно до средњег века. Они су међу најстаријим музичким композицијама које се и даље редовно певају. „Adeste Fideles” (О, хајде сви верни) појављује се у свом данашњем облику средином 18. века, иако су речи можда настале у 13. веку.
Певање коледа је у почетку претрпело пад популарности након протестантске реформације у северној Европи, иако су неки реформатори, попут Мартина Лутера, писали коледе и подстицали њихову употребу у богослужењу. Коледе су углавном преживеле у сеоским заједницама све до оживљавања интереса за популарне песме у 19. веку. Енглески реформатор из 18. века Чарлс Весли схватио је важност музике за обожавање. Поред тога што је многим псалмима наметао мелодије, које су утицале на Велико буђење у Сједињеним Државама, написао је текстове за најмање три божићне песме. Најпознатија је првобитно носила назив „Hark! How All the Welkin Rings”, касније преименована у „Hark! The Herald Angels Sing”.
Феликс Менделсон написао је мелодију прилагођену Веслијевим речима. У Аустрији су 1818. године Мор и Грубер направили значајан додатак жанру када су компоновали „Тиху ноћ” за цркву Светог Николе у Оберндорфу. Древне и модерне божићне песме Вилијама Сендиса (1833) садржале су прво појављивање у штампи многих сада већ класичних енглеских песама и допринеле су викторијанском оживљавања овог фестивала.
Потпуно секуларне божићне сезонске песме појавиле су се крајем 18. века. „Deck the Halls” датира из 1784, а америчка песма „Jingle Bells” заштићен је ауторским правима 1857. године. У 19. и 20. веку афроамерички спиритуалисти и песме о Божићу, засноване на њиховој традицији духова, постају шире познате. Све већи број песама о сезонским празницима комерцијално је произведен у 20. веку, укључујући џез и блуз варијације. Поред тога, забележено је оживљавање интересовања за рану музику, од група које су певале народну музику, попут The Revels, до извођача раносредњовековне и класичне музике. Џон Рутер је компоновао многе песме, укључујући „All Bells in Paradise”, „Angels' Carol”, „Candlelight Carol”, „Donkey Carol”, „Jesus Child”, „Shepherd's Pipe Carol” и „Star Carol”.

## Традиционална кухиња
Посебан божићни породични оброк традиционално је важан део прославе празника, а храна која се служи увелико се разликује од земље до земље. Неки региони имају посебна јела за Бадње вече, попут Сицилије, где се служи 12 врста рибе. У Уједињеном Краљевству и земљама под утицајем његове традиције, стандардни божићни оброк укључује ћуретину, гуску или другу велику птицу, сос, кромпир, поврће, понекад хлеб и јабуковачу. Такође се припремају посебни дезерти, као што су божићни пудинг, ситне пите, воћна и божићна торта.
У Пољској и другим деловима источне Европе и Скандинавије, риба се често користи за традиционално главно јело, али све се чешће служи богатије месо попут јагњетине. У Шведској је то уобичајено за посебну сорту шведског стола, где шунка, ћуфте и харинга играју истакнуту улогу. У Немачкој, Француској и Аустрији фаворизују се гуска и свињетина. Говедина, шунка и пилетина у разним рецептима су популарни широм света. Малтежани традиционално служе Imbuljuta tal-Qastan, напитак од чоколаде и кестена, после поноћи и током божићне сезоне. Словенци припремају традиционални божићни хлеб потицу, bûche de Noël у Француској, panettone у Италији, као и сложене торте и колаче. Једење слаткиша и чоколаде постало је популарно у целом свету, а међу слађе божићне деликатесе убрајају се немачки stollen, торта или бомбоне од марципана и воћна торта од јамајчанског рума. Као једно од ретких воћа које су зими традиционално доступне северним земљама, поморанџе су дуго повезане са посебном божићном храном. Пунч од јаја је заслађени напитак на бази млека, традиционално направљен од млека, кајмака, шећера и размућених јаја (што му даје пенушаву текстуру). Често му се додају жестока пића попут ракије, рума или бурбона. Готова порција се често украшава посипом млевеног цимета или мушкатног орашчића.

## Честитке
Божићне честитке су илустроване поруке честитки које размењују пријатељи и чланови породице током недеља које претходе Божићу. Традиционална честитка гласи „Срећни новогодишњи и божићни празници”, слично као и прва комерцијална божићна честитка коју је произвео сер Хенри Коул у Лондону 1843. године. Обичај слања честитики постао је популаран међу широким пресеком људи појавом модерног тренда размене е-карата.
Божићне честитке се купују у значајним количинама и садрже уметничка дела, комерцијално дизајнирана и релевантна за сезону. Садржај дизајна могао би директно да се односи на божићну приповетку, са приказима Исусовог рођења, или хришћанским симболима попут Витлејемске звезде или беле голубице, која може да представља и Светог духа и мир на Земљи. Друге божићне честитке су секуларније и могу приказивати божићне традиције, митске фигуре попут Деда Мраза, предмете који су директно повезани са Божићем попут свећа, холиног дрвета и куглица или разне слике повезане са годишњим добом, попут божићних активности, снежне сцене и дивљи свет северне зиме. Постоје чак и шаљиве картице и жанрови који приказују носталгичне призоре из прошлости, као што су на пример кринолинирани купци у идеализованим пејзажима 19. века.
Неки више воле картице са песмом, молитвом или библијским стихом; док се други ограђују од религије свеобухватним „празничним поздравима”.

## Комеморативне марке
Бројни народи издају пригодне марке на Божић. Купци поште често ће користити ове марке за слање божићних честитки, а популарни су код филателиста. Ове марке су редовне поштанске марке, за разлику од божићних печата, и важе за поштарине током целе године. Обично се продају у времену између почетка октобра и почетка децембра, а штампају се у значајним количинама.

## Даривање
Размена поклона један је од кључних аспеката модерне прославе Божића, што га чини најпрофитабилнијим годишњим добом за трговце и предузећа широм света. На Божић људи размењују поклоне на основу хришћанске традиције повезане са Светим Николом, и даровима од злата, тамјана и смирне које су три мудраца дали беби Исусу. Пракса даривања у римској прослави Сатурналија можда је утицала на хришћанске обичаје, али с друге стране, хришћанска „суштинска догма о Оваплоћењу, међутим, чврсто је утврдила давање и примање поклона као структурни принцип тог рекурентног, али опет јединственог догађаја”, јер су библијски мудраци били ти који су „ заједно са свим својим ближњима добили дар Божји кроз обновљено учешће човека у божанском животу”.

### Даровне фигуре
Бројне фигуре повезане су са Божићем и сезонским даривањем. Међу њима су Отац Божић, познат и као Деда Мраз (изведено од холандског за Светог Николу), Пер Ноел и Веихнахтсман; Свети Никола или Синтерклас; Мали Исус; Крис Крингл; Јоулупуки; томте/нисе; Бабо Натале; Свети Василије; и Божић Бата. Скандинавски томте (који се назива и нисе) понекад је приказана као гном уместо Деда Мраза.
Најпознатији од ових ликова данас је црвено одевени Деда Мраз, различитог порекла. Име Деда Мраз (Санта Клоз) може се пратити од холандског Синтеркласа, што значи једноставно Свети Никола. Николај је био грчки епископ из 4. века у Мири, граду у римској провинцији Ликији, чије су рушевине удаљене 3 километра од модерног Демреа на југозападу Турске. Међу осталим светитељским својствима, био је познат по бризи о деци, великодушности и даривању. Његов празник, 6. (19.) децембар, у многим земљама обележен је даривањем.
Свети Никола се традиционално појављивао у владичанској одећи, у пратњи помагача, распитујући се о понашању деце током протекле године пре него што је одлучио да ли заслужују поклон или не. До 13. века Свети Никола је био добро познат у Холандији, а пракса даривања у његово име проширила се и на друге делове централне и јужне Европе. Током реформације у Европи од 16. до 17. века, многи протестанти су доносиоце поклона променили у Мали Христ или Christkindl, корумпирано на енглеском језику у Крис Крингл, а датум даривања променио се од 6. (19.) децембра до Бадњег дана.
Савремена популарна слика Деда Мраза, међутим, створена је у Сједињеним Државама, а посебно у Њујорку. Трансформација је извршена уз помоћ значајних сарадника, укључујући Вашингтона Ирвинга и немачко-америчког карикатуристу Томаса Наста (1840–1902). Након Америчког рата за независност, неки од становника Њујорка тражили су симболе неенглеске прошлости града. Њујорк је првобитно био основан као холандски колонијални град Нови Амстердам, а холандска традиција Синтеркласа поново је откривена као Свети Никола.
Године 1809, Њујоршко историјско друштво сазвало је и ретроактивно именовало Санта Клоза за заштитника Новог Амстердама, холандског имена за Њујорк. При свом првом америчком појављивању 1810. године, Санта Клоз је био нацртан у бискупској одећи. Међутим, како су нови уметници заузимали место, Санта Клоз је развио секуларнију одећу. Наст је сваке године цртао нову слику „Санта Клоза”, почев од 1863. године. До 1880-их, Настов Санта Клоз је еволуирао у модерну визију лика, можда засновану на енглеској фигури Оца Божића. Оглашавачи су слику стандардизовали 1920-их и она је настављена са употребом до данас.
Отац Божић, весели, стасити, брадати човек који је типизирао дух добре воље за Божић, претходи лику Деда Мраза. Први пут је забележен почетком 17. века у Енглеској, али је пре био повезан са празничним весељем и пијанством, него са доношењем поклона. У викторијанској Британији његова слика је преуређена како би се подударала са имиџом Деда Мраза. Француски Пер Ноел еволуирао је сличним линијама, на крају усвојивши слику Деда Мраза. У Италији Бабо Натале делује као Деда Мраз, док је Ла Бефана доносилац поклона и стиже уочи Богојављења. Каже се да је Ла Бефана кренула да доносе бебу Исусу поклоне, али се успут изгубила. Сада она доноси поклоне свој деци. У неким културама Деда Мраза прати Кнехт Рупрехт или Црни Пит. У другим верзијама, вилењаци праве играчке. Његова супруга се назива госпођом Мраз.
Било је одређених противљења наративима о америчкој еволуцији Светог Николе у модерног Деда Мраза. Тврди се да је друштво Светог Николе основано тек 1835. године, готово пола века након завршетка америчког рата за независност. Штавише, студија „дечјих књига, периодике и часописа” из Новог Амстердама, коју је урадио Чарлс Џоунс, није открила никакве референце на Светог Николу или Синтеркласа. Међутим, не слажу се сви учењаци са Џоунсовим налазима, које је поновио у студији дужине књиге 1978; Хауард Г. Хејџман, из теолошког семинара Њу Брунсвик, тврди да је традиција прославе Синтеркласа у Њујорку била присутна од раног насељавања долине Хадсон.
Тренутна традиција у неколико латиноамеричких земаља (попут Венецуеле и Колумбије) држи да док Деда Мраз израђује играчке, он их даје беби Исусу, који је заправо онај што их доставља у дечје домове, што је помирење између традиционалних верских веровања и иконографије Деда Мраза увезене из Сједињених Држава.
У Јужном Тиролу (Италија), Аустрији, Чешкој, јужну Немачкој, Мађарској, Лихтенштајну, Словачкој и Швајцарској, мали Исус („Јежишек” на чешком, „Језуска” на мађарском и „Јежишко” на словачком) доноси поклоне. Грчка деца добијају поклоне од Светог Василија у новогодишњој ноћи, уочи литургијске славе тог свеца. Немачки Свети Николај није идентичан са Веихнахтсманом (који је немачка верзија Деда Мраза / Оца Божића). Свети Николај носи бискупску хаљину и још увек доноси мале поклоне (обично бомбоне, орахе и воће) 6. децембра, а прати га Кнехт Рупрехт. Иако многи родитељи широм света рутински уче своју децу о Деда Мразу и другим доносиоцима поклона, неки су одбацили ову праксу, сматрајући је обмањујућом.
У Пољској постоји више података о даваоцима поклона, који се разликују од региона до поједине породице. Свети Никола доминира у централним и североисточним областима, Звездан је најчешћи у Великопољској, Беба Исус јединствена је за Горњу Шлеску, са Малом звездом и Малим анђелом што је уобичајено на југу и југоистоку. Деда Мраз је ређе прихваћен у неким областима источне Пољске. Вреди напоменути да је широм целе Пољске Свети Никола давалац поклона на Никољдан, 6. децембра.